# 쿠르스크 전역 (2024년~2025년)
쿠르스크 전역(러시아어: Бои в Курской области, 우크라이나어: Бої в Курській області)은 2024년 8월 6일, 러시아-우크라이나 전쟁이 진행 중이던 와중 우크라이나군이 러시아 쿠르스크주를 급습해서 발생한 전역이다. 러시아에 따르면, 첫날에만 최소 1,000명의 병력이 전차와 장갑차의 지원을 받아 국경을 넘었다고 한다. 쿠르스크주에는 비상사태가 선포되었으며, 러시아 예비군이 해당 지역으로 급파되었다. 8월 10일, 러시아 당국은 쿠르스크, 벨고로드, 브랸스크주에 "대테러 작전" 체제를 도입했다. 첫 주가 끝날 무렵, 우크라이나군은 1,000km²(390평방마일)의 러시아 영토를 점령했다고 밝혔으며, 러시아 당국도 우크라이나가 28개의 정착지를 점령했다고 인정했다. 우크라이나는 2024년 8월 15일, 점령 지역에 군사 행정부를 수립했다.
2024년 10월부터 우크라이나군의 공세는 정체 상태에 빠졌다. 2024년 11월 조선인민군이 러시아군을 돕기 위해 파병되었으며, 그 달 말 러시아군은 우크라이나군이 점령한 영토의 절반을 되찾았다. 이러한 전황과 맞물려 전략가들은 우크라이나의 쿠르스크주 공세가 우크라이나군에 치명적인 전략적 패배라고 분석하기 시작했다. 2025년 3월 11일 러시아군의 공세에 우크라이나군은 대부분의 전략적 핵심지역에서 철수했고, 3월 12일 러시아군은 쿠르스크주에서 우크라이나가 점령한 마을들 중 가장 큰 마을인 수자를 탈환했다.
우크라이나 관리들은 이번 작전의 목표가 러시아군에 피해를 입히고, 러시아 병력을 포획하며, 러시아의 포병대를 더 먼 거리로 밀어내고, 러시아의 보급선을 방해하며, 다른 전선에 있는 러시아 군대의 분산을 유도하는 것이라고 밝혔다. 또한, 러시아 정부에 압박을 가하여 "공정한" 평화 협상으로 이끄는 것도 목표 중 하나라고 했다. 8월 말이 되자, 이 작전은 전선 동부에서 우크라이나 군대를 분산시켜 러시아군이 포크로우스크로 진격하게 했다는 비판을 받기 시작했다. 우크라이나 군사 지휘관 올렉산드르 시르스키는 이 침공의 목표가 주로 포크로우스크에서 러시아 군대를 분산시키는 것이라고 말했다. BBC는 이 목표가 실패한 것으로 보이며, 러시아군은 포크로우스크에서 분산되지 않았고 오히려 그 지역에서 강화되었다고 언급했다. 전쟁연구소(ISW)는 러시아가 "우선순위가 낮은" 지역(하르키우, 루한스크, 헤르손, 자포리자, 칼리닌그라드)에서 병력을 이동시켰지만, 도네츠크주에서는 그렇지 않았다고 보고했다. 다수의 우크라이나 고위 군사 지도자들도 비판을 제기했다고 폴리티코가 보도했다. 발레리 잘루즈니와 에밀 이슈쿨로프는 이 작전을 비용이 많이 드는 도박이라고 강하게 반대했으며, 잘루즈니는 국경이 성공적으로 뚫린 후에 어떤 명확한 다음 단계가 없다는 점을 지적했고, 이에 대해 젤렌스키로부터 명확한 답변을 받지 못했다고 말했다. 한편, 이슈쿨로프는 이 작전이 그의 여단을 러시아 내부에서 노출시키고 예상 사상자 수가 증가할 것을 우려했다.
2022년 러시아의 우크라이나 침공이 시작된 이후, 친우크라이나 세력은 러시아 본토로 몇 차례 침공했었다. 우크라이나는 이러한 지상 침공을 지원했지만, 직접적인 개입은 부인했다. 쿠르스크 침공은 러시아와 우크라이나의 동맹국들을 놀라게 했다. 이는 2022년 러시아의 침공 이후 국경을 넘은 공격 중 중요한 으로 평가되며, 우크라이나 정규군이 주도한 최초의 공격이다.

## 같이 보기
- 2023년 벨고로드주 공격